# Enterobacter aerogenes
Enterobacter aerogenes je gramnegativní, oxidáza negativní, kataláza pozitivní, citrát pozitivní, indol negativní, tyčinkovitá bakterie.
E. aerogenes je patogenní bakterie způsobující oportunní a nozokomiální infekce. Druhy rodu Enterobacter mohou způsobovat i různé komunitní infekce. Některé kmeny se mohou stát velmi rezistentní na léčbu a proto kolonizují prostředí nemocnic. Většina je však citlivá na většinu antibiotik vhodných pro tuto třídu bakterií.
Některé infekce způsobené E. aerogenes jsou výsledkem specifické léčby antibiotiky, zavedení žilních katétrů nebo chirurgických zákroků. E. aerogenes je obecně rozšířen v lidské trávicí soustavě a u zdravých lidí nezpůsobuje onemocnění. Bývá přítomen v různých odpadech, hygienických prostředcích a v půdě. Bakterie má také komerční význam – experimentuje se s produkcí vodíku fermentací melasy jako substrátu.
E. aerogenes může způsobit kažení javorové šťávy a sirupu.